# Église Notre-Dame-de-Lourdes de Bron
L'église Notre-Dame de Lourdes est située rue des Essarts sur la commune de Bron dans le département du Rhône, en France,.

## Description
Elle est ornée d’un triptyque en bois et en velours représentant le Christ en gloire avec Pierre et Thomas, d’un baptistère en pierre, en acier et en bois, et d’ambon.

## Historique
Cette église a été construite entre 1962 et 1963 par l'architecte Pierre Genton.
Elle a été rénovée en 1990.